# クロード・C・ロビンソン
クロード・C・ロビンソン（Claude C. Robinson、1881年12月17日 - 1976年6月27日）は、カナダ連邦オンタリオ州ハリストン生まれのプロアイスホッケー選手、チーム経営者。

## 経歴
オンタリオ州ハリストン生まれ、幼いころにマニトバ州ウィニペグに移った。長じてアイスホッケーの選手となり、いくつかの地元のチームを経て、1904年にウィニペグ・ヴィクトリアズの選手となち、その後このチームの経営陣に加わった。ロビンソンが関わっていた時期、ヴィクトリアズは、カナダのアマチュア成人男子チャンピオンに与えられるアラン・カップ（Allan Cup）を1911年と1912年にウィニペグに持ち帰った。
カナダにおけるアマチュア・アイス・ホッケー選手権を運営する連合体の組織化に熱心に取り組み、1914年にカナダ・アマチュア・ホッケー協会が結成されると、名誉事務局長となった。1932年にアメリカ合衆国ニューヨーク州で開催されたレークプラシッド冬季五輪では、カナダ・チームの監督を務めた。
1947年にホッケーの殿堂入りを、1960年にカナダ・オリンピックの殿堂（Canadian Olympic Hall of Fame）入りを果たした。ロビンソンは、ブリティッシュコロンビア州バンクーバーで、84歳で死去した。

## 詳細情報

### 表彰
- 1947年、ホッケーの殿堂入り
- 1960年、カナダ・オリンピックの殿堂入り
- the Manitoba Hockey Hall of Fame、名誉会員